# Калинино (Козельский район)
Калинино — деревня в Козельском районе Калужской области. Входит в состав Сельского поселения «Деревня Подборки».

## География
Расположено примерно в 6 км к северо-западу от села Подборки.

## Население
| 2002 | 2010 |
| ---- | ---- |
| 16   | ↘7   |

На 2010 год население составляло 7 человек.